# Sōta Fukushi
Sōta Fukushi (福士 蒼汰 Fukushi Sōta?,  Tokio, Japón, 30 de mayo de 1993) es un actor japonés.

## Filmografía

### Series de televisión
| Año  | Título en inglés                                                                              | Título en japonés                                    | Personajes                            | Cadena   |
| ---- | --------------------------------------------------------------------------------------------- | ---------------------------------------------------- | ------------------------------------- | -------- |
| 2011 | Misaki Number One!!                                                                           | 美咲ナンバーワン!!                                   | Sōta Murano                           | NTV      |
| 2011 | Shima Shima                                                                                   | シマシマ                                             | Shuji Makomo                          | TBS      |
| 2011 | Umareru                                                                                       | 生まれる。                                           | Yuya Yamanaka                         | TBS      |
| 2011 | Kamen Rider Fourze                                                                            | 仮面ライダーフォーゼ                                 | Gentaro Kisaragi / Kamen Rider Fourze | TV Asahi |
| 2013 | Amachan                                                                                       | あまちゃん                                           | Kōichi Taneichi                       | NHK      |
| 2013 | Starman・Love in Earth                                                                        | スターマン・この星の恋                               | Hoshio(Tatsuya)                       | KTV      |
| 2013 | FNS27 hours TV Special Drama - About first marriage proposal                                  | FNS27時間テレビ特別ドラマ 約1回目のプロポーズ        | Motorcycle courier rider              | FNS      |
| 2013 | Umi no Ue no Shinryoujo                                                                       | 海の上の診療所                                       | Noboru Misaki                         | FNS      |
| 2014 | Trick New Special 3                                                                           | トリック新作スペシャル3                              | Akira Mizukami                        | TV Asahi |
| 2014 | Yowakutemo Katemasu – The ambition of Aoshi teacher and his weak high school baseball players | 弱くても勝てます〜青志先生とへっぽこ高校球児の野望〜 | Kimiyasu Akaiwa                       | NTV      |
| 2014 | Kyō wa Kaisha Yasumimasu.                                                                     | きょうは会社休みます。                               | Yūto Tanokura                         | NTV      |
| 2015 | Koinaka                                                                                       | 恋仲                                                 | Aoi Miura                             | FNS      |
| 2016 | Omukae Death                                                                                  | お迎えです。                                         | Madoka Tsutsumi                       | NTV      |
| 2016 | Montage                                                                                       | モンタージュ 三億円事件奇譚                          | Yamato Narumi                         | FNS      |
| 2017 | Aishite tatte, Himitsu wa Aru                                                                 | 愛してたって、秘密はある                             | Rei Okumori                           | NTV      |
| 2019 | Heaven? Gokuraku Restaurant                                                                   | Heaven？～ご苦楽レストラン～                         | Kan Iga                               | TBS      |
| 2019 | Marigold in 4 Minutes                                                                         | 4分間のマリーゴールド                                | Mikoto Hanamaki                       | TBS      |
| 2020 | Meiji Kaika: Shinjuro Tanteicho                                                               | 明治開化 新十郎探偵帖                                | Shinjuro Yuki                         | NHK      |
| 2020 | Diver - Sotaisen Nyuuhan                                                                      | DIVER-特殊潜入班                                     | Kurosawa Hyougo                       | Fuji TV  |

### Cine
| Año  | Título                                                                  | Personajes                            | Notas            |
| ---- | ----------------------------------------------------------------------- | ------------------------------------- | ---------------- |
| 2011 | Kamen Rider OOO Wonderful: The Shogun and the 21 Core Medals            | Gentaro Kisaragi / Kamen Rider Fourze | Cameo            |
| 2011 | Kamen Rider × Kamen Rider Fourze & OOO: Movie War Mega Max              | Gentaro Kisaragi / Kamen Rider Fourze | Papel principal  |
| 2012 | Kamen Rider × Super Sentai: Super Hero Taisen                           | Gentaro Kisaragi / Kamen Rider Fourze | Papel principal  |
| 2012 | Kamen Rider Fourze the Movie: Everyone, Space Is Here!                  | Gentaro Kisaragi / Kamen Rider Fourze | Papel principal  |
| 2012 | Toei Hero Next 2: The Future I'm Executing                              | Yukio Asao                            | Papel principal  |
| 2012 | Kamen Rider × Kamen Rider Wizard & Fourze: Movie War Ultimatum          | Gentaro Kisaragi / Kamen Rider Fourze | Papel principal  |
| 2013 | Kamen Rider × Super Sentai × Space Sheriff: Super Hero Taisen Z         | Gentaro Kisaragi / Kamen Rider Fourze | Voz              |
| 2013 | Toshokan Sensō                                                          | Hikaru Tezuka                         | Papel secundario |
| 2013 | Enoshima Prism                                                          | Shūta Jōgasaki                        | Papel principal  |
| 2014 | Say "I love you".                                                       | Yamato Kurosawa                       | Papel principal  |
| 2014 | In the hero                                                             | Ryo Ichinose                          | Papel secundario |
| 2014 | As the Gods Will                                                        | Shun Takahata                         | Papel principal  |
| 2015 | Strobe Edge                                                             | Ren Ichinose                          | Papel principal  |
| 2015 | Library Wars: The Last Mission                                          | Hikaru Tezuka                         | Papael principal |
| 2016 | Boku wa Ashita, Kinou no Kimi to Date Suru                              | Takatoshi Minamiyama                  | Papel principal  |
| 2017 | Laughing Under the Clouds                                               | Tenka Kumō                            | Papel principal  |
| 2017 | To Each His Own                                                         | Yamamoto                              | Papel principal  |
| 2017 | Kamen Rider Heisei Generations FINAL: Build & Ex-Aid with Legend Riders | Gentaro Kisaragi/Kamen Rider Fourze   | Papel principal  |
| 2017 | La espada del inmortal (Blade of the Immortal)                          | Kagehisa Anotsu                       | Papel principal  |
| 2018 | Bleach                                                                  | Ichigo Kurosaki                       | Papel principal  |
| 2018 | The Travelling Cat Chronicles                                           | Satoru                                | Papel principal  |
| 2018 | Laplace's Witch                                                         | Kento Amakasu                         | Papel principal  |
| 2019 | The Fable                                                               | Hood                                  | Papel secundario |
| 2020 | Kaiji: Final Game                                                       | Kōsuke Takakura                       | Papel principal  |

### Anuncios televisivos
| Año  | Patrocinador       |
| ---- | ------------------ |
| 2011 | Bandai             |
| 2011 | Seven Eleven       |
| 2012 | NAMCO BANDAI Games |
| 2013 | Haruyama Trading   |
| 2013 | Square Enix        |
| 2013 | Seed               |
| 2013 | Acecook            |
| 2014 | KDDI               |
| 2014 | Lotte              |
| 2014 | Asahi Soft Drinks  |
| 2014 | Kao                |
| 2015 | Seiko Watch        |

### Álbum de fotos
- After Chicken Rice Go To Merlion: Sōta Fukushi's First Photobook (Tokyo News Service, 30 de mayo de 2012) ISBN 9784863362345
- Men's Photore Vol.2 Sōta Fukushi (Tokyo News Service, 22 de agosto de 2012) ISBN 9784863362628
- Blue (Wani Books, 20 de septiembre de 2013) ISBN 9784847045714
- Fukushi Sōta no "Hajimete no" (Shufunotomo, 5 de junio de 2015) ISBN 9784074123469